# Ода Родине
«Ода Родине» (кит. трад. 歌唱祖國, упр. 歌唱祖国, пиньинь Gēchàng Zǔguó) — китайская патриотическая песня, написанная писателем и композитором Ван Синем во время Национального праздника Китайской Народной Республики в 1950 году. Одна из наиболее известных и популярных китайских песен. Неоднократно исполняется как церемониальная, вступительная или финальная песня во время государственных праздников КНР и международных мероприятий (в частности, на церемонии открытия Олимпийских игр 2008 года в Пекине), её также называют «вторым национальным гимном».
26 ноября 2007 года в 9:40 (пекинское время) АМС «Чанъэ-1» передала песню «Ода Родине» с орбиты вокруг Луны.
«Ода Родине» ежедневно звучит при начале и в конце вещания Китайского национального радио.

## История
«Ода Родине» была написана накануне Национального дня Китайской Народной Республики в сентябре 1950 года. В это время Ван Синь находился в деловой поездке из Тяньцзиня в Пекин и проезжал мимо площади Тяньаньмэнь, где шла подготовка к празднованию первой годовщине провозглашения КНР. Он был вдохновлён атмосферой и, когда возвращался поездом в Тяньцзинь, написал первый черновик «Красный флаг с пятью звёздами развевается на ветру».
Ван Синь изначально надеялся опубликовать «Оду Родине» в «Tianjin Daily» в день Национального праздника (1 октября), но это не удалось из-за нехватки места в газете. Узнав о песне, ответственный редактор журнала «Народная музыка» Чжан Хэн опубликовал её на первой же полосе. Песня быстро обрела популярность, особенно среди рабочих и студентов. 12 сентября 1951 года премьер Госсовета КНР Чжоу Эньлай издал приказ Центрального народного правительства, санкционирующий исполнение «Оды Родине» по всей стране. 15 сентября того же года орган ЦК КПК газета «Жэньминь жибао» опубликовала партитуру композиции и анонсировала «Уведомление Министерства культуры Центрального Народного Правительства о Национальном празднике пения», в котором оговаривалась: во время Национального праздника, помимо исполнения государственного гимна, основными песнями, которые следует исполнять по всей стране, являются «Ода Родине» и «Сердце народов мира».
Песня очень понравилась Мао Цзэдуну и в октябре 1951 года во время встречи с членами Национального комитета НПКСК он, узнав, что среди присутствующих есть Ван Синь, подарил ему сборник своих недавно изданных «Избранных произведений» со своим автографом.

## Структура
Песня представляет собой сочетание европейского триумфального марша и оды в стиле китайской народной музыки. Мелодия состоит из ре мажора с четвертными нотами в качестве доли. Полная версия состоит из трех абзацев, которые состоят из основной песни, вспомогательной песни и основной песни. А именно: четыре предложения в основной песне, шесть предложений во вспомогательной песне и четыре повторяющихся предложения в основной песне. Структура строгая, лаконичная и ясная, легкая для понимания и запоминающаяся.

## Варианты
«Ода Родине» имеет ряд версий:
- Оригинальная версия 1950 года.
- Хоровая версия, написанная для революционной оперы—мюзикла «Алеет Восток» 1965 года.
- Версия «Ода социалистической Родине» 1968 года с добавлением двух дополнительных куплетов, прославляющих КПК и марксизм-ленинизм, часто исполнявшаяся во время Культурной революции[9][10].
- Версия, написанная для Олимпиады 2008 года.
- и ряд других.

Ван Синь лишь единожды изменил текст песни в соответствии с предложениями поэта Ай Цина: заменив исходное «Пять тысяч лет культурного великолепия» на «Независимость и свобода — наш идеал» и исходное «Мы преодолели все страдания, изгнали врагов за границу» на «Сколько трудностей мы преодолели, прежде чем мы получим сегодняшнее освобождение». Кроме того, шестое предложение второго куплета «Тот, кто посмеет вторгнуться к нам, будет призван к смерти», было изменено по предложению Чжоу Эньлая на «Тот, кто посмел вторгнуться к нам, будет призван на смерть».